# Philautus pallidipes
Philautus pallidipes es una especie de ranas que habita en Indonesia.
Esta especie se encuentra amenazada de extinción debido a la destrucción de su hábitat natural.